# Ziziphus lotus

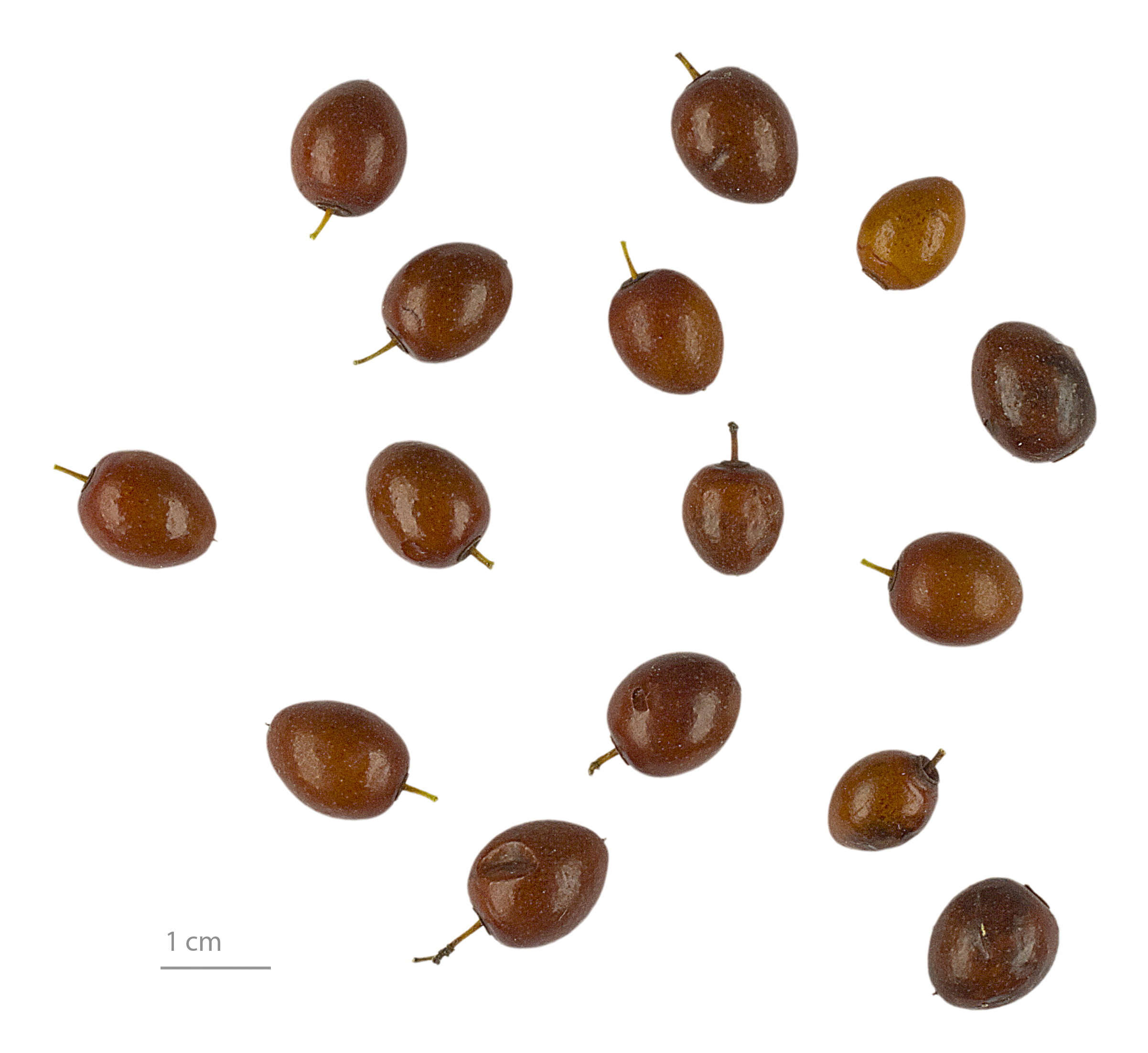
Ziziphus lotus — Тулузький музей

Ziziphus lotus (укр. Зизи́фус ло́тус іноді пишеться Zizyphus lotus) — листяний чагарник родини Rhamnaceae, який росте в Середземномор'ї, в тому числі Сахарі в Марокко, а також в Тунісі, Алжирi та Лівії. Культивується на Сицилії і на півдні Португалії та Іспанії. Плоди — їстівні кулясті темно-жовтого кольору кістянки 1-1,5 см в діаметрі.